# В пасти океана
В пасти океана, ориг. Большая белая (англ. Great White) — австралийский фильм ужасов о выживании 2021 года, снятый Мартином Уилсоном по сценарию Майкла Боуэна и спродюсированный Нилом Кингстоном и Майклом Робертсоном с исполнительными продюсерами Джеком Кристианом и Кристофером Фиггом. В фильме снимались Катрина Боуден, Аарон Якубенко, Тим Кано, Те Кохе Тухака и Кими Цукакоши.
Фильм был выпущен в США 16 июля 2021 года в кинотеатрах и на видео по запросу.

## Сюжет
Пара пилотов гидросамолёта Каз Феллоуз и её бойфренд Чарли Броуди, вместе со своими пассажирами, Джоджи Минасе, его женой Мишель и поваром Бенни, летят на живописный Адский риф. Приземлившись, они натыкаются на труп, выброшенный на берег после предполагаемого нападения акулы. Они сообщают об этом береговой охране, но обнаруживают, что в телефоне мужчины есть фотография его девушки.
Бенни и Чарли уговаривают остальных найти яхту, на которой находилась пара, на случай, если девушка чудом выжила. Джоджи считает это безнадёжным и возражает, упирая на то, что он заказчик вояжа, однако вся пятёрка летит на поиски пропавшей поврежденной яхты. Они обнаруживают, что яхта перевернулась, Бенни ныряет, чтобы исследовать место крушения на случай, если девушка окажется в ловушке, но находит лишь её объеденный труп и возвращается к друзьям. Внезапно появляется большая белая акула и атакует один из поплавков гидросамолёта. Он стремительно тонет, и все пятеро оказываются на спасательном плоту в открытом океане вдали от берега.
Дрейфуя по течению, Чарли пытается ориентироваться, используя компас и вёсла спасательного плота. Джоджи и Мишель посменно гребут, пока последняя однажды не засыпает, выронив одно из вёсел. Каз ныряет в воду и достаёт его, чудом не попав в зубы к преследующей плот акуле. Между Бенни и Джоджи возникает конфликт из-за супруги последнего, и японец сталкивает противника в воду, где его убивает акула. Пока Джоджи слышит укоры товарищей по несчастью, прожорливая хищница подбирается к плоту и стремительно атакует, перевернув его и сбросив в воду его команду. Джоджи не успевает доплыть до плота и также погибает.
Оставшись втроём, практически без пищи и с одним веслом, Мишель, Каз и Чарли пытаются грести руками, в надежде добраться до ближайшего острова. Но акула возвращается, причём в ней присоединяется ещё одна. После новой атаки на плот Каз падает в воду, но ей удаётся взобраться на плот обратно. Изнемогая от жажды, пассажиры плота собирают дождевую воду в пластиковые бутылки, а Чарли мастерит из весла и найденного на плоту ножа импровизированное копьё.
На следующий день Мишель замечает вдали землю и останки затонувшего вблизи от берега корабля, но повреждённый акулами плот начинает сдуваться. Чарли и Каз решают попытаться отвлечь акул, чтобы Мишель смогла добраться до земли.
Погрузившись с Чарли под воду вблизи руин судна, Каз, беременная ребёнком Чарли, поражает одну из акул сигнальной ракетой, после чего её жених убивает хищницу ножом. Тем временем Мишель забирается на ржавый обломок корабля. Чарли стреляет под водой во вторую акулу, но на этот раз промахивается и гибнет от её зубов. Каз поднимается на поверхность и добирается до Мишель, но большая белая акула приближается и сталкивает обеих женщин в воду. 
Пока Мишель плывёт к берегу, Каз снова пытается отвлечь акулу, заманив её в лабиринт обломков корабля. Акула атакует Каз под водой и попадает в ловушку. Будучи не в силах дотянуться до своего дыхательного аппарата, Каз теряет сознание, но внезапно возвратившаяся Мишель приводит её в чувство. Очнувшейся Каз удаётся обрушить на акулу острую часть конструкции корабля, убив хищницу. Измученные Каз и Мишель доплывают до берега…